# (14116) Ogea
(14116) Ogea (1998 QC40) – planetoida z pasa głównego asteroid okrążająca Słońce w ciągu 3,9 lat w średniej odległości 2,48 j.a. Odkryta 17 sierpnia 1998 roku.